# Hellesdon
Hellesdon is een civil parish in het bestuurlijke gebied Broadland, in het Engelse graafschap Norfolk met 10.957 inwoners.